# Janeiro de Cima e Bogas de Baixo
Janeiro de Cima e Bogas de Baixo (llamada oficialmente União das Freguesias de Janeiro de Cima e Bogas de Baixo) es una freguesia portuguesa del municipio de Fundão, distrito de Castelo Branco.

## Historia
Fue creada el 28 de enero de 2013 en aplicación de una resolución de la Asamblea de la República de Portugal promulgada el 16 de enero de 2013 con la unión de las freguesias de Bogas de Baixo y Janeiro de Cima, pasando su sede a estar situada en la antigua freguesia de Janeiro de Cima.

## Demografía
| Gráfica de evolución demográfica de Janeiro de Cima e Bogas de Baixo entre 2011 y 2021 |
|                                                                                        |
| Datos según el nomenclátor publicado por el INE portugués.                             |